# Vierfleckiger Zwergmarienkäfer

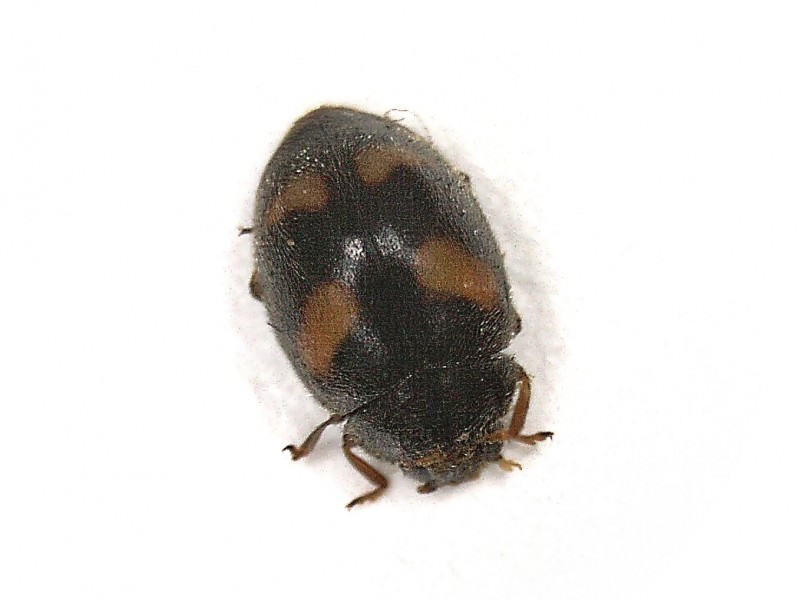

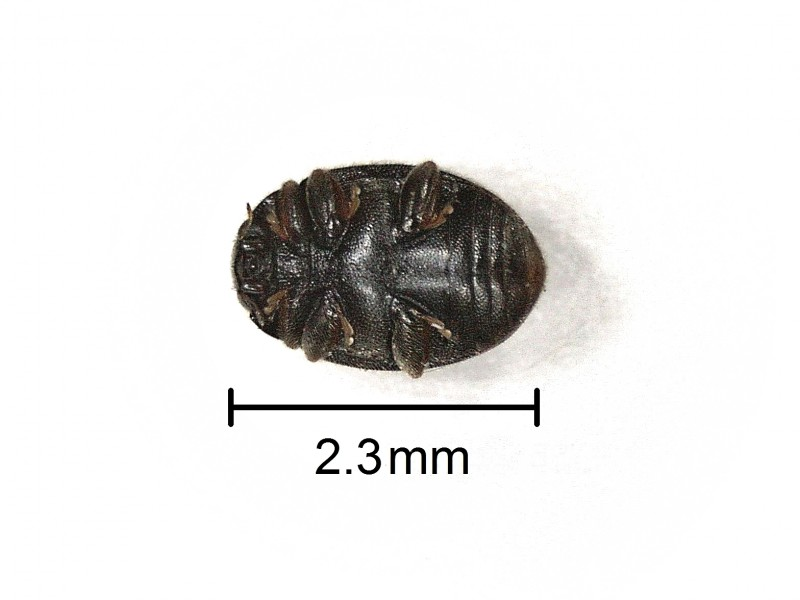
Ventralansicht

Der Vierfleckige Zwergmarienkäfer (Nephus quadrimaculatus) ist ein Käfer aus der Tribus Scymnini innerhalb der Familie der Marienkäfer. Das Art-Epitheton quadrimaculatus kommt aus dem Lateinischen und bedeutet „vierfleckig“.

## Merkmale
Die breit-ovalen Marienkäfer erreichen eine Länge von 1,5–2 mm. Sie besitzen eine schwarze Grundfarbe. Der Körper der Käfer ist mit kurzen hellen Härchen bedeckt. Fühler, Tibien und Tarsen sind gelbbraun gefärbt. Über die Flügeldecken erstrecken sich jeweils zwei rotgelbe Flecke (Makeln). Bei manchen Exemplaren können die hinteren Flecke auch fehlen.

## Verbreitung
Die Art ist in Europa weit verbreitet. In England und in Wales ist die Art ebenfalls vertreten. Ihr Vorkommen reicht im Norden bis nach Norwegen und Schweden. Die Art gilt als selten.

## Lebensweise
Die Imagines beobachtet man von Februar bis Oktober. Die wärmeliebende Art findet man in verschiedenen Biotopen – an Wärmehängen, in Weinbergen, in Wäldern oder auf Feuchtwiesen. Dort halten sich die Käfer meist an Gemeinem Efeu (Hedera helix) auf. Die Überwinterung der adulten Käfer findet gewöhnlich unter Efeu statt. Zum Beutespektrum der Käfer gehört die Ahornschmierlaus (Phenacoccus aceris).

## Taxonomie
Die Art gehört innerhalb der Gattung Nephus zur gleichnamigen Untergattung Nephus. Die Untergattung Nephus (Nephus) unterscheidet sich von anderen Untergattungen der Gruppe wie Nephus (Bipunctatus) und Nephus (Geminosipho) durch 11-gliedrige Fühler.
Synonyme von Nephus quadrimaculatus sind:
- Sphaeridium quadrimaculatus Herbst, 1783
- Coccinella bisbipustulatus Panzer, 1793
- Scymnus pulchellus Herbst, 1797
- Coccinella quadrilunulatus Illiger, 1798
- Scymnus colon Stephens, 1832
- Scymnus obliquus Comolli, 1837
- Scymnus norvegicus Munster, 1928